# Sigismund al III-lea Vasa
Sigismund al III-lea Vasa (în poloneză Zygmunt III Waza) (n. 20 iunie 1566, Gripsholm Castle⁠(d), Nyköpings län, Suedia – d. 19/29 aprilie 1632, Varșovia, Polonia-Lituania) a fost rege al Poloniei și Mare Duce al Lituaniei din 1587 până în 1632 și monarh al Suediei din 1592 până în 1599. A fost fiul regelui Ioan al III-lea al Suediei și al primei soții a acestuia, Ecaterina Iagello.

## Titlul regal
În latină: Sigismundus Tertius Dei gratia rex Poloniæ, magnus dux Lithuaniæ, Russiæ, Prussiæ, Masoviæ, Samogitiæ, Livoniæque, necnon Suecorum, Gothorum Vandalorumque hæreditarius rex.
În română: Sigismund al III-lea, prin mila lui Dumnezeu, Rege al Poloniei, Mare Duce al Lituaniei, Ruteniei, Prusia, Masovia, Samogitia, Livonia, si rege ereditar al Suediei, Gotilor si Vandalilor.

## Biografie

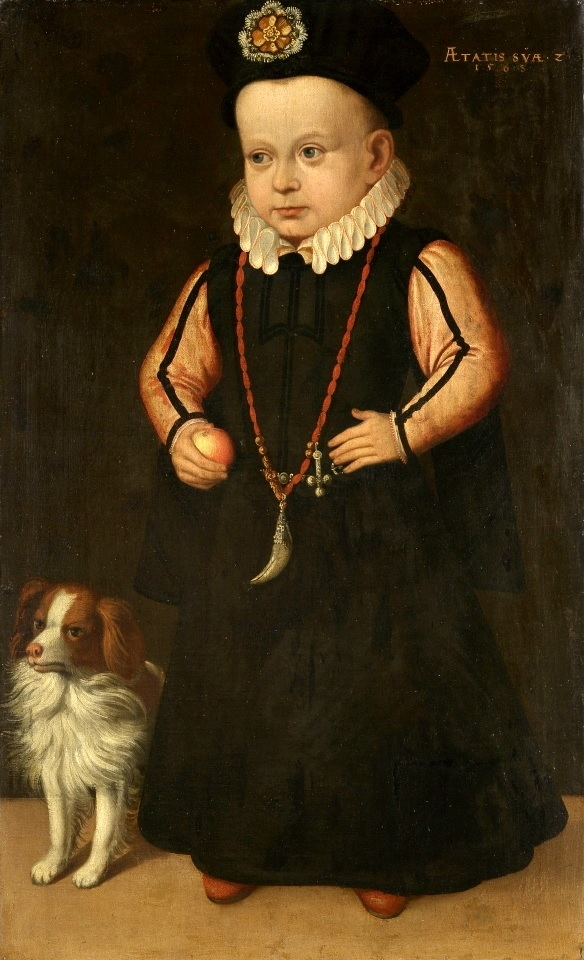
Sigismund al III-lea copil – pictură de Johan Baptista van Uther

S-a născut la Gripsholm în timpul detenției părinților săi în timpul domniei regelui Eric al XIV-lea al Suediei. Deși Suedia era protestantă la acea dată, Sigismund a rămas catolic, religia mamei sale. 
Mama sa, Katarzyna Iagello, a fost fiica lui Sigismund I al Poloniei și a soției sale, Bona Sforza. Dinastia Iagiello a deținut coroana polono-lituaniană de la primul domnitor Iagello, Vladislav al II-lea Iagiello, care a primit-o în anul 1386, prin prima sa soție, Hedviga de Anjou.
În 1587, el a fost candidat pentru Republica polono-lituaniană, după moartea regelui polonez anterior, Ștefan Báthory. Alegerile au avut loc în umbra conflictului dintre nobilii polonezi (Szlachta), cu cele două părți opuse care se adunaseră în jurul cancelarului Jan Zamoyski și a familiei sale. Sigismund, susținut de Jan Zamoyski și de soția fostului rege, Ana Iagello, a fost ales regele polono-lituanian la data de 19 august 1587.
Cu toate acestea, alegerile au fost contestate de către celălalt candidat, Maximilian al III-lea de Austria iar adversarii lui Sigismund au ales să nu respecte rezultatul alegerilor, declarându-l pe Maximilian ca monarh de drept. Nici Sigismund și nici Maximilian nu au fost prezenți la alegeri în acel moment. După ce a primit vestea alegerii sale, Sigismund a plecat din Suedia și a ajuns în Oliwa pe 7 octombrie. Sigismund a ajuns la Cracovia unde a fost încoronat la data de 27 decembrie a anului respectiv. 
Când Maximilian a încercat să rezolve litigiul prin aducerea unei forțe militare și când a început războiul de succesiune din Polonia, el a fost învins în Bătălia de la Byczuna de susținătorii lui Sigismund, sub comanda hatmanului polonez Jan Zamojski. Maximilian a fost luat prizonier și a fost eliberat după intervenția Papei Sixtul al V-lea. În 1589, el a renunțat la dreptul său asupra coroanei poloneze.
În 1592, Sigismund s-a căsătorit cu arhiducesa austriacă Ana de Austria (1573 - 1598) iar după moartea tatălui său în același an, a primit acceptul Seimului pentru a se urca pe tronul Suediei. După ce Sigismund a promis să susțină luteranismul suedez, a fost încoronat rege al Suediei în 1594; pentru o perioadă scurtă de timp a existat o uniune personală între Republică și Suedia (Uniunea polono-suedeza). A încercat să conducă Suedia din Polonia, lăsând Suedia sub controlul unui regent, unchiul său Ducele Carol. În 1596 el a reușit să creeze Uniunea de la Brest, prin care încerca să aducă o parte a religiei ortodoxe în cea catolică. În același an, el a transferat capitala Poloniei de la Cracovia la Varșovia.
După ce soția sa Ana a murit în 1598, Sigismund s-a căsătorit cu sora ei, Constanța de Austria, în 1605. Problemele creșteau la granița de sud a Republicii, unde Jan Zamoyski și alți magnați au fost implicați în războaiele magnate din Moldova. În cele din urmă, după înfrângerea forțelor poloneze în Bătălia de la Țuțora în 1620, Republica a trebuit să renunțe la pretențiile asupra Principatului Moldovei.
Având în vedere sprijinul puternic a lui Sigismund din partea Contrareformei, sprijinul său asupra Suediei protestante s-a deteriorat rapid. Carol a deținut treptat controlul deplin al Suediei și s-a răzvrătit împotriva lui Sigismund, susținând că Sigismund vrea să readucă catolicismul în Suedia. În 1598, Sigismund însoțit de o armată mixtă din Suedia și Polonia, a fost învins în Bătălia de la Stångebro. Acestuia i-a fost interzis să mai guverneze Suedia din altă țară, dar cu toate acestea, s-a întors în Polonia, iar în 1599 a fost detronat. Acest lucru și decizia sa de a încorpora Livonia în Republică a dus la războiul polono-suedez, care a durat până în 1629. Războiul s-a terminat cu Suedia care a câștigat Livonia. Regalitatea a fost cedată în cele din urmă lui Carol. Sigismund nu a renunțat la cererea sa la tronul suedez. Acest lucru a dus la războaie între cele două țări, încheindu-se numai după Marele Război al Nordului.
În 1605, Sigismund a încercat să consolideze puterea monarhiei prin cererea Seimului de a elimina dreptul de veto liberum, creșterea impozitelor și de a mări armata. Adversarii săi, conduși de Mikołaj Zebrzydowski, a declarat confederația la Sandomierz, ceea ce a dus la un război civil cunoscut sub numele de rokosz Zebrzydowskiego (Rebeliunea lui Zebrzydowski). În cele din urmă, forțele regaliste au învins rebeliunea pe 6 iunie 1607, în Bătălia de la Guzów.

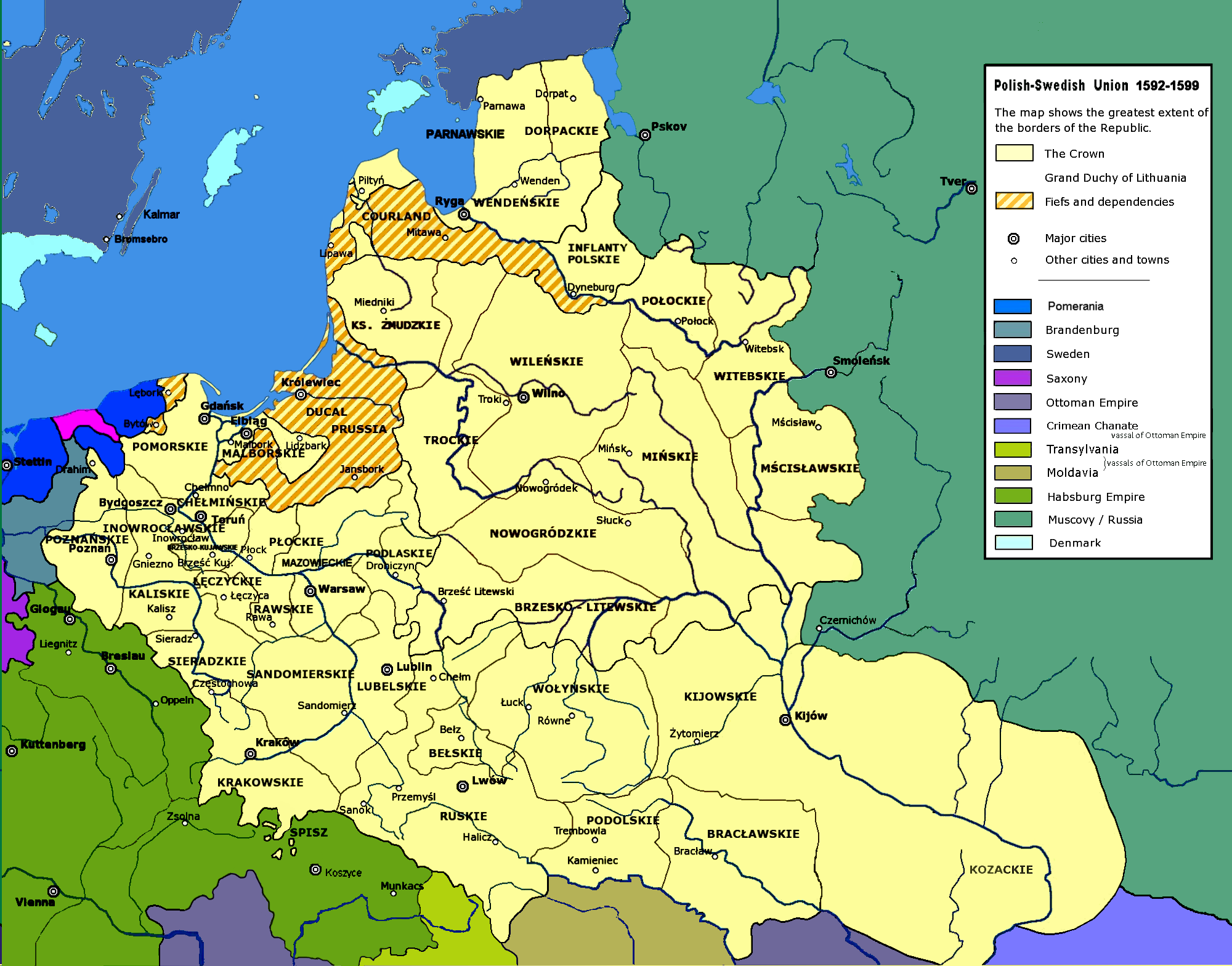
Republica polono-lituaniană în timpul Uniunii polono-sudeze (1592-1599)

Un alt conflict important din timpul domniei lui Sigismund a fost Războiul polono-moscovit (1605 - 1618), cunoscut sub numele de Dymitriads. Sigismund și mulți dintre magnații polonezi au încercat să exploateze războiul civil moscovit, și după un lung război, Armistițiul Deulino a oferit unele concesii teritoriale pentru Republică (în principal Voievodatul Smolensk). Cu toate acestea, acest război a crescut tensiunile dintre Polonia și Rusia și a ruinat perspectivele pentru o Republică polono-lituaniană moscovită.
Sigismund a murit la vârsta de 65 de ani în Castelul Regal din Varșovia.

## Intrigile politice ale lui Sigismund
Mulți istorici cred că Sigismund a privit Polonia ca pe un instrument care să-i permită să recâștige tronul Suediei. În acest scop, el a încercat să întărească puterea regală și s-a aliat cu Habsburgii și cu forțele Contrareformei. Politicile sale erau opuse față de cele ale nobililor polonezi, mai ales cancelarul Jan Zamojski. Acest lucru a dus la o rebeliune împotriva regelui, cunoscut sub numele de rokosz (regele) Zebrzydowski (1606 - 1608), după ce Sigismund încercase să introducă votul majoritar în loc de unanimitate în Seim. În cele din urmă, forțele lui Sigismund au fost victorioase, însă rebelii au rămas nepedepsiți. Parțial, în scopul de a liniști nobilimea agitată, Sigismund a susținut războiul cu Moscova. Deși forțele Republicii au fost aproape constant amestecate în războaiele cu Orientul (cu Moscova), la nord cu Suedia și la sud cu otomanii, Sigismund a profitat de războiul civil din Rusia și a asigurat câștiguri teritoriale pentru Republică.
În timp ce Sigismund nu a reușit să recapete tronul suedez, ambiția sa personală de a face acest lucru a reușit să provoace o lungă serie de conflicte între Republică, Suedia și Moscova. În timp ce Seimul Republicii a reușit să contracareze multe din planurile lui Sigismund, Dinastia Vasa a reușit să tragă Republica în Războiul de Treizeci de Ani. Conflictul cu Suedia, combinat cu războaiele împotriva otomanilor și Moscovei, au culminat după moartea lui Sigismund, într-o serie de evenimente cunoscute sub numele de Potop, care au încheiat epoca de aur a Republicii.
În timpul domniei sale, el a permis dinastiei Brandenburg Hohenzollern să moștenească Ducatul Prusiei. 

## Căsătoria și copii
Sigismund s-a căsătorit de două ori. Prima data pe 31 mai 1592, cu Ana de Austria (1573 - 1598), fiica arhiducelui Carol al II-lea al Austriei (1540 - 1590) și a soției sale Maria Anna de Bavaria (1551 - 1608). Cei doi au avut împreună cinci copii:
- Ana Maria (23 mai 1593 - 9 februarie 1600)
- Caterina (9 mai 1594 - 5 iunie 1594)
- Vladislav (9 iunie 1595 - 20 mai 1648), a domnit între 1632 - 1648 ca Vladislav al IV-lea Vasa al Poloniei
- Caterina (27 septembrie 1596 - 11 iunie 1597)
- Cristofor (10 februarie 1598)

A doua căsătorie a avut loc pe 11 decembrie 1605, cu sora primei sale soții, Constance de Austria (1588 - 1631). Cei doi au avut șapte copii:
- Ioan Cazimir (25 decembrie 1607 - 14 ianuarie 1608)
- Ioan Cazimir (22 mai 1609 - 1672), a domnit între anii 1648 - 1668 sub numele de Ioan al II-lea Cazmiri Vasa al Poloniei
- Ioan Albert (25 mai 1612 – 22 decembrie 1634)
- Carol Ferdinand (13 octombrie 1613 – 9 mai 1655)
- Alexandru Carol (4 noiembrie 1614 – 19 noiembrie 1634)
- Ana Constance (26 ianuarie 1616 – 24 mai 1616)
- Ana Caterina (7 august 1619 - 8 octombrie 1651), a fost prima soție a lui Filip William, Elector Palatin